# How to Party with Mom
How to Party with Mom (Originaltitel: Life of the Party) ist eine US-amerikanische Filmkomödie von Ben Falcone mit Melissa McCarthy in der Hauptrolle aus dem Jahr 2018.

## Handlung
Die 22-jährige Maddie Miles beginnt gerade ihr Senior Year im College. Auf der Rückfahrt eröffnet Vater Dan ihrer Mutter Deanna, dass er die Scheidung wolle und überdies das Haus behalten werde. Er hat eine Affäre mit der Immobilienmaklerin Marcie. Die am Boden zerstörte Deanna besucht ihre Eltern, wo sie von ihrem Vater lautstark daran erinnert wird, dass sie wegen Dan nie das College abschließen konnte. Aus einer Schnapsidee erwächst ein Plan und sie schreibt sich am College ihrer Tochter für Archäologie ein.
Ihre Tochter ist zunächst nur mäßig begeistert, doch ihre Sorority (dt. Studentinnenverbindung) liebt die schon etwas ältere Dame. Und so beginnt ein turbulentes Studienjahr für Deanna mit zahlreichen Partys und Ausschweifungen. Mit ihrer Erfahrung steht sie den wesentlich jüngeren Kommilitonen zur Seite, insbesondere auch ihrer agoraphobischen Mitbewohnerin Leonor. Von der Sorority ihrer Tochter wird sie zum Ehrenmitglied ernannt. Zu ihrer großen Befriedigung lernt sie auch einen jüngeren Verehrer namens Jack kennen, der, wie sich später herausstellt, Marcies Sohn ist.
Doch dennoch passieren auch unangenehme Dinge. Zum einen versagt sie bei der mündlichen Zwischenprüfung. Als sie zusammen mit ihren Schwestern aus Versehen Haschischkekse isst, sprengt sie völlig stoned die Hochzeit ihres Ex-Mannes, was später zu Spannungen mit ihrer Tochter führt.
Ihr neues Leben steht jedoch kurze Zeit später vor dem Aus, als sie das letzte Semester nicht bezahlen kann. Kurzerhand beschließen ihre Freundinnen eine Party zu schmeißen, um ihr das Semester zu finanzieren. Doch an dem Abend taucht niemand auf, da gleichzeitig ein Konzert von Christina Aguilera stattfindet. Und so twittert Maddie einfach, dass Aguilera nach der Show auf dieser Party vorbeikommen würde. Die Party wird ein Riesenerfolg. Als die Leute merken, dass der Ehrengast scheinbar nicht kommt, will Deanna gerade das Geld zurückgeben, als ihre Mitbewohnerin Leonore, die wie es der Zufall so will, Aguileras Cousine ist, mit dieser die Party betritt. Christina Aguilera gibt spontan ein Konzert und alle sind zufrieden.
Am Ende besteht Deanna auch die mündliche Prüfung und feiert mit ihrer Tochter den Abschluss.

## Hintergrund
Nach Tammy – Voll abgefahren (2014) und The Boss (2016) markiert der Film die dritte Zusammenarbeit zwischen Schauspielerin Melissa McCarthy und ihrem Ehemann Ben Falcone.
Der Film wurde ab August 2016 im Großraum von Atlanta gedreht. Das Haus der Schwesternschaft wurde im The Twelve Oaks B&B in Covington, Georgia eingerichtet. Der Film erschien in den vereinigten Staaten am 11. Mai 2018 und kam in Deutschland am 5. Juli 2018 in die Kinos.
Bei einem Budget von etwa 30 Millionen US-Dollar spielte der Film weltweit etwas unter 66 Millionen US-Dollar ein. Dazu kamen noch einmal 8,5 Millionen US-Dollar auf dem Heimvideomarkt.
Ausgezeichnet wurde Melissa McCarthy bei den People’s Choice Awards als Favorite Comedy Star, erhielt aber auch die Goldene Himbeere als schlechteste Schauspielerin für diesen Film und The Happytime Murders.

## Kritiken
Björn Schneider von Spielfilm.de vergab zwei von fünf Sternen und urteilte, der Film sei „leider sehr vorhersehbar, bieder und entschieden zu brav geraten. Dem Film fehlt die Spitzzüngigkeit und Schärfe von Filmen wie ‚Tammy‘. Zudem ist ein Großteil der Nebenfiguren zu schematisch und klischeehaft angelegt (...). Und da der Film in Sachen Humor deutlich sanftere und mildere Töne anstimmt als die früheren Werke mit Melissa McCarthy, wirken gerade die immer wieder eingestreuten, brachialen Slapstick-Momente etwas fehl am Platz.“
Die Filmzeitschrift cinema vergab auf ihrer Website lediglich einen von fünf Punkten und zog das Fazit: „Dick und dürftig: Melissa McCarthy als schrullige Partynudel“.
TV Today ergänzte zum gleichen Fazit: „Nicht nur die miserablen Gags, auch das haarsträubende Drehbuch ist zum Fremdschämen.“